# 親鸞会館
親鸞会館（しんらんかいかん）とは、宗教法人浄土真宗親鸞会が富山県射水市に建設した聞法施設である。1988年（昭和63年）に本館、1992年（平成4年）に顕真会館、2004年（平成16年）に正本堂が建立された。

## 正本堂
聞法会場としては世界最大の2000畳の建物である。2004年（平成16年）秋に完成。洋風の外見（1階と2階SRC造3階以降7階（最上階）までS造）で内部に約3640平方メートルの広さを持つ大講堂が存在し、ハイテクを駆使した同時通訳システムやLED大型映像を使い、法話が開かれる。

### 施行企業
- 設計：石本建築事務所
- 改修工事：澤田正建築計画研究所
- 施工：戸田建設
- 地下道工事：佐藤工業

## 法輪閣
法輪閣（ほうりんかく）は、親鸞会館の敷地近くにある宿泊、会合などに使われる施設である。2007年（平成19年）夏に完成。鉄筋4階建ての施設。